# Olivier Dahan
Olivier Dahan (sinh ngày 26 tháng 6 năm 1967) là đạo diễn và nhà biên kịch phim người Pháp. Bộ phim thứ ba do ông đạo diễn, La Vie en Rose, là một trong số những bộ phim hiếm hoi của điện ảnh Pháp giành hai giải Oscar, trong đó có giải Oscar về diễn xuất đầu tiên của điện ảnh nước này.

## Các tác phẩm điện ảnh tiêu biểu
- Frères: La roulette rouge (1994)
- Les Fantômes du samedi soir (1997)
- Déjà mort (1998)
- Le Petit Poucet (2001)
- La Vie promise (2002)
- Crimson Rivers II: Angels of the Apocalypse (2004)
- La Vie en rose (2007)
- My Own Love Song (2009)
- Les Seigneurs (2012)
- Grace of Monaco (2014)